# Anostracis
Els anostracis (Anostraca, gr. "sense closca") són un ordre de crustacis branquiòpodes, l'únic de la subclasse Sarsostraca. La seva espècie més coneguda és Artemia salina.

## Característiques
Els anostracis no tenen closca, tenen el cos allargat amb els segments molt marcats i un gran nombre de potes. Els ulls són pedunculats. El tèlson acaba en dos apèndixs no articulats que és la furca.

## Història natural
Com molts dels branquiòpodes, els anostracis viuen en petites basses. En pondre, els ous queden al llot del fons. Si es dona el cas que la bassa s'asseca, els ous entren en estat latent, i es revitalitzen quan l'aigua flueix un altre cop. Algunes espècies a més d'ous es poden reproduir directament mitjançant nauplis sense passar per fase d'ou, sempre que les condicions siguin les adequades.
Un anostraci molt particular és Artemia salina, que viu en aigua salada, i és capaç de resistir nivells de concentració de sals tan altes que no són adequades per a cap altre ésser viu. La seva coloració és vermellosa degut al fet que posseeix hemoglobina. La longitud dels apèndixs d'aquests branquiòpodes està directament relacionada amb la salinitat del medi en el que viuen. Poden ser partenogenètics per la qual cosa és possible trobar en una sola bassa individus només de sexe femení; tanmateix, la reproducció sexual és preferible a la partenogenètica.

## Sistemàtica

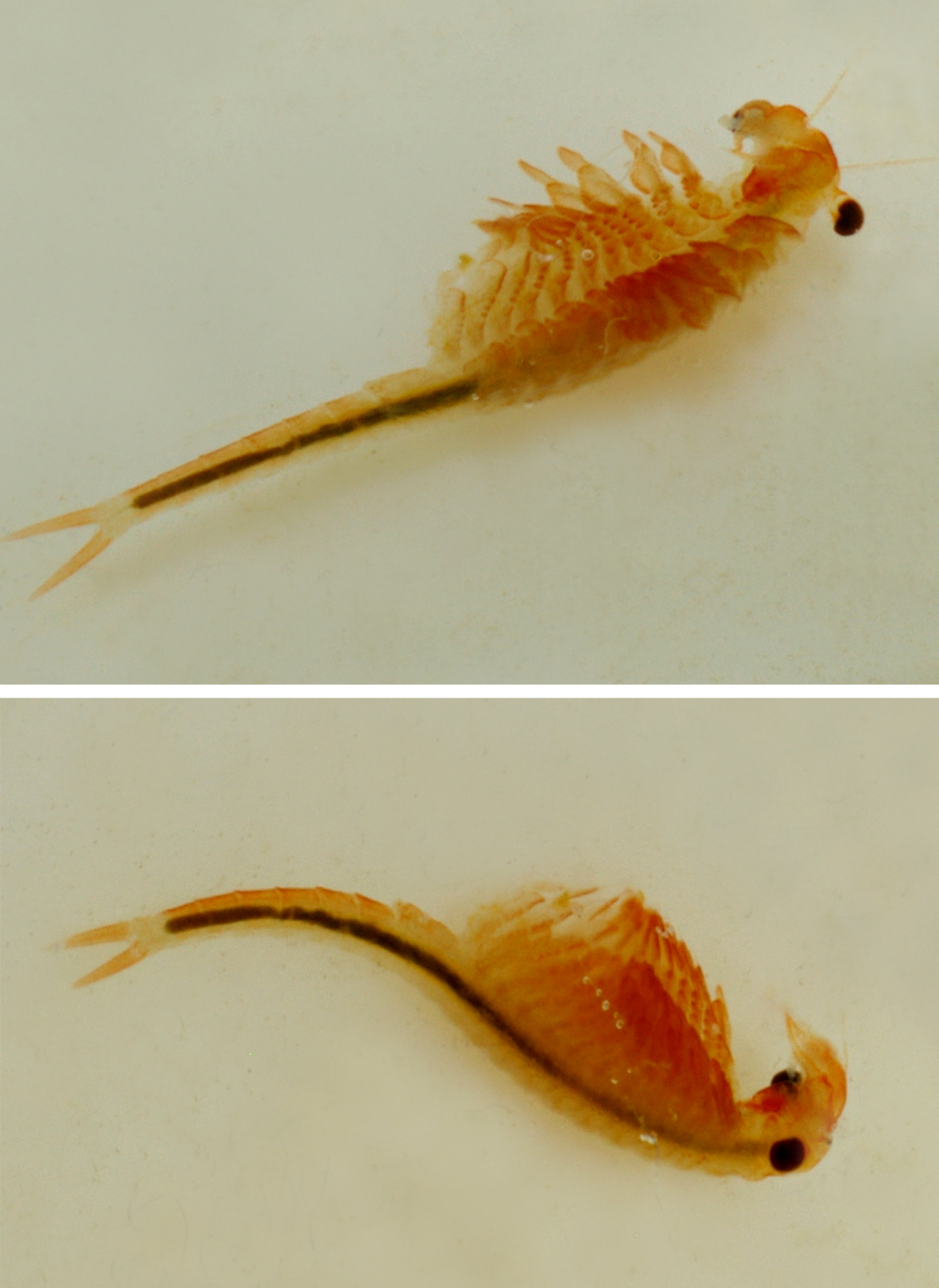
Eubranchipus grubii (Chirocephalidae)

L'ordre dels anostracis es divideix en dos subordres i 8 famílies:
Subordre Anostracina Weekers et al., 2002
- Família Branchinectidae Daday de Dées, 1910
- Família Branchipodidae H. Milne Edwards, 1840
- Família Chirocephalidae Daday de Dées, 1910
- Família Streptocephalidae Daday de Dées, 1910
- Família Tanymastigiidae Weekers i cols., 2002
- Família Thamnocephalidae Packard, 1883

Subordre Artemiina Weekers et al., 2002
- Família Artemiidae Grochowski, 1896
- Família Parartemiidae Daday, 1910